# Saskia Loretta van Erven Garcia
Saskia Loretta van Erven Garcia (Rotterdam, 29 augustus 1987) is een Nederlands-Colombiaans schermer.
Van Erven Garcia is professioneel schermster sinds september 2010. Sinds juni 2011 komt ze uit voor Colombia aangezien ze met een Colombiaanse moeder en sindsdien ook de Colombiaanse nationaliteit heeft en zij de betere begeleiding van haar moederland verkoos.
Van Erven Garcia behaalde namens Colombia de 2e ronde van het onderdeel floret tijdens de Olympische Zomerspelen 2012 in Londen. Haar eindklassering was 24e.

## Resultaten
- 2004 - individueel Nederlands kampioen op degen
- 2007 - individueel Nederlands kampioen op floret
- 2011 - individueel Nederlands kampioen op floret
- 2011 - individueel Colombiaans kampioen op floret en degen
- 2011 - individueel Pan-amerikaanse kampioenschap een tot acht plek op floret
- 2011 - individueel Wereldkampioenschappen floret de 23e plaats
- 2012 - individueel Nederlands kampioen op floret
- 2013 - individueel Nederlands kampioen op floret
- 2014 - individueel Nederlands kampioen op floret
- 2016 - individueel Nederlands kampioen op floret
- 2017 - individueel Nederlands kampioen op floret
- 2018 - individueel Nederlands kampioen op floret
- 2019 - individueel Nederlands kampioen op floret
- 2020 - individueel Nederlands kampioen op floret
- 2021 - individueel Nederlands kampioen op floret
- 2022 - individueel Nederlands kampioen op floret
- 2024 - individueel Nederlands kampioen op floret